# Bibliothèque française
Die Bibliothèque française (Französische Bibliothek) ist eine deutsche französischsprachige Buchreihe, die im Verlag Internationale Bibliothek G.m.b.H. in Berlin erschien. Die Reihe enthält Werke der französischen Literatur, einige Werke sind auf mehrere Bände aufgeteilt. Reihe erschien von 1920 bis 1922. Der letzte in der DNB nachgewiesene Band trägt die Nummer 58. Die folgende Übersicht erhebt keinen Anspruch auf Aktualität oder Vollständigkeit.

## Bände
- 1 Eugénie Grandet. Honoré de Balzac. 1920
- 2 Histoire de Manon Lescaut et du chevalier des Grieux. Antoine François Prévost d’Exiles. 1920
- 4 Scènes de la vie de bohême. Henri Murger. 1920
- 6 Servitude et grandeur militaires. Alfred de Vigny. 1919
- 7 Mon oncle Benjamin. Claude Tillier. 1920
- 8 Colomba. Prosper Mérimée. 1920
- 9 Le père Goriot. Honoré de Balzac. 1920
- 10 Atala. François-René de Chateaubriand. 1920
- 11 La Tulipe noire. Alexandre Dumas der Ältere. 1920
- 12 Premières Poésies 1828–1833. Alfred de Musset. 1920
- 13 Poésies nouvelles. Alfred de Musset. 1921
- 14 Madame Bovary. Gustave Flaubert. 1921
- 16–18 Les Confessions. Bd. 1, 2, 3. 1921
- 20 Rômans et contes choisies. Voltaire. 1921
- 23 Les mariages de Paris. Edmond About. 1922
- 24 Nouvelles genevoises. Rodolphe Toepffer. 1922
- 25 Carmen. Prosper Mérimée. 1922
- 26 Contes. Alfred de Musset. 1922
- 27 Le roman d’un jeune homme pauvre. Octave Feuillet. 1922
- 28 Premières méditations poétiques. Alphonse de Lamartine. 1922
- 29–31 Les trois Mousquetaires. Bd. 1, 2, 3. Alexandre Dumas. 1922
- 32 Nouvelles. Alfred de Musset. 1922
- 33 La Renaissance. Gobineau Bd. 1, 2. 1922
- 35 La Peau de chagrin. Honoré de Balzac. 1922
- 36 Trois Contes. Gustave Flaubert. 1922
- 37 Voyage autour de ma chambre. Xavier de Maistre. 1922
- 38 Portraits de femmes. Charles Augustin Sainte-Beuve. 1922
- 39 La Mare au diable. George Sand. 1922
- 40 Du Contrat social ou principes du droit politique. Jean-Jacques Rousseau. 1922
- 41 Salammbô. Gustave Flaubert. 1922
- 42 Petits Poèmes en prose. Charles Baudelaire. 1922
- 43 Les Paradis artificiels. Charles Baudelaire. 1922
- 44 Stello. Alfred de Vigny. 1922
- 45 Paroles d’un croyant. Félicité Robert de Lamennais. 1922
- 46 Le barbier de Séville. Pierre Augustin Caron de Beaumarchais. 1922
- 47 Les Diaboliques. Jules Amédée Barbey d’Aurevilly. 1923
- 48–51 Théatre choisi: Avec une notice sur la vie et les oeuvres de Molière, par Sainte-Beuve. Bd. 1, 2, 3, 4. 1923
- 52 Portraits allemands. Charles Augustin Sainte-Beuve. 1923
- 53–54 Mademoiselle de Maupin. Théophile Gautier. T. 1, 2. 1923
- 57 Vie de Jésus. Ernest Renan. 1923
- 58 Souvenirs d'enfance et de jeunesse. Ernest Renan. 1923